# Calyptrocarya luzuliformis
Calyptrocarya luzuliformis är en halvgräsart som beskrevs av Tetsuo Michael Koyama. Calyptrocarya luzuliformis ingår i släktet Calyptrocarya och familjen halvgräs. Inga underarter finns listade i Catalogue of Life.